# 李应红
李应红（1963年1月5日—）是一位中国航空推进理论与工程专家，空军工程大学教授。

## 生平
1963年出生于重庆奉节，1983年毕业于空军工程学院航空机械工程系，1989年获华东工学院硕士学位。2017年10月，中国共产党第十九次全国代表大会上当选中国共产党第十九届中央委员会候补委员。